# St Endellion
St Endellion – wieś w Anglii, w Kornwalii. Leży 72 km na północny wschód od miasta Penzance i 346 km na zachód od Londynu. W 2001 miejscowość liczyła 1143 mieszkańców.